# Ageleradix cymbiforma
Ageleradix cymbiforma är en spindelart som först beskrevs av Wang 1991.  Ageleradix cymbiforma ingår i släktet Ageleradix och familjen trattspindlar. Inga underarter finns listade i Catalogue of Life.